# Milk Tea Alliance

Bandera de "Milk Tea Alliance" creada por internautas (el color de la bandera a su vez desde la izquierda representa el té con leche tailandés, el té con leche de Hong Kong y el té con leche taiwanés)

Mapa de la alianza (Los países en rojo claro también son miembros de la alianza en muchos escenarios)

Milk Tea Alliance (traducible al español como Alianza del té con leche) es un movimiento de solidaridad democrática en línea formado por cibernautas de Hong Kong, Taiwán, Tailandia y Myanmar. Originalmente comenzó como un meme de Internet, creado en respuesta a la mayor presencia de troles chinos y comentarios nacionalistas en las redes sociales y se ha convertido en un dinámico movimiento de protesta multinacional que aboga por la democracia y los derechos humanos.
El movimiento recibe su nombre del té con leche, el cual es visto como un símbolo de solidaridad anti-China por los asiáticos del sudeste porque en muchos países del sudeste asiático el té históricamente se ha consumido con leche, mientras que en China no ha sido así.

## Acontecimientos significativos
En los meses siguientes, la Alianza del Té con Leche ha pasado de ser un meme anti-Beijing a un "movimiento de protesta sin líderes que impulsa el cambio en todo el sudeste asiático".
Después de las escaramuzas China-India de 2020, India también ha sido incluida en algunas formulaciones de la Alianza, siendo el masala chai su variedad representativa de té con leche.
Después de que Australia pidió una investigación sobre el manejo fallido del COVID-19 por parte de la Organización Mundial de la Salud, China amenazó con un boicot a los consumidores si Australia no se retractaba de sus demandas de una investigación. Los internautas luego incluyeron a Australia como miembro de la Milk Tea Alliance, sin embargo, la relación con el té con leche es tenue y el producto lácteo Aptamil representa una variedad real de té con leche en las imágenes.
En agosto de 2020, las protestas a favor de la democracia en Tailandia atrajeron el apoyo y la solidaridad de taiwaneses y hongkoneses, incluido el activista Joshua Wong. El hashtag #MilkTeaAlliance fue muy utilizado por los manifestantes.
Las protestas bielorrusas de 2020 estallaron en agosto tras el rechazo de la oposición a los resultados de las elecciones presidenciales. Activistas del país, inspirados por la Milk Tea Alliance, comenzaron a usar Ryazhenka, una bebida tradicional de productos lácteos fermentados de Bielorrusia, Rusia y Ucrania como símbolo de resistencia al gobierno de Alexander Lukashenko.
En febrero de 2021, a raíz del golpe de Estado en Myanmar, los activistas en Myanmar y la vecina Tailandia comenzaron a adoptar la Milk Tea Alliance en muestra de solidaridad, con imágenes de bolsas de té compartidas miles de veces. Una ilustración de la artista tailandesa Sina Wittayawiroj que muestra té con leche de Tailandia, Taiwán, Hong Kong, India y Myanmar bajo el título "Milk Tea Alliance" se volvió viral. Los manifestantes antigolpistas se han integrado sólidamente en el movimiento de protesta en línea.

## Protestas
Durante las protestas de 2019-2020, Hong Kong, que resiste la opresión China, junto con Taiwán, que está bajo coerción militar y económica, colaboraron con grupos prodemocracia tailandeses. A través de la plataforma de Twitter, los usuarios de Hong Kong y Taiwán se unieron a los usuarios tailandeses, y las críticas a China se han vuelto antiautoritarias.
En abril de 2020, el actor tailandés Vachirawit Chivaaree erróneamente difundió una imagen en Twitter donde se menciona el subtítulo a Hong Kong como un "país". Su publicación provocó reacciones negativas de los internautas chinos. Vachirawit se disculpó y quitó la imagen, pero los internautas chinos pronto descubrieron una publicación de 2017 publicada por su exnovia, la modelo Weeraya "New" Sukaram, donde ella se llama a sí misma como 'niña taiwanesa' vistiendo ropas tradicionales China. El 25 de junio de 2020, GMM Grammy, la empresa matriz de GMMTV, donde es un talento, envió abogados a la Unidad de Delitos Tecnológicos para presentar demandas contra los usuarios de las redes sociales acusados de difundir mensajes maliciosos sobre a él.
Con insultos dirigidos a varios aspectos de Tailandia, incluyendo el Rey y el Primer Ministro, La embajada china en Bangkok publicó una larga declaración en Facebook condenando las críticas en línea y se produjo una feroz batalla digital entre los internautas tailandeses y la embajada china. Los cibernautas tailandeses recurrieron a las redes sociales y defendieron a Vachirawit con sus críticas convirtiéndose en críticas más generalizadas a China, lanzando una guerra en Twitter. Dentro de Tailandia, el apoyo a la lucha de Hong Kong y Taiwán contra la invasión china ha unificado a los grupos dispares de manifestantes a favor de la democracia con el sentimiento anti-Beijing convirtiéndose en parte de su plataforma antiautoritaria.
Los usuarios de Twitter en Taiwán y Hong Kong pronto se unieron a los usuarios tailandeses en lo que The Telegraph llamó "un raro momento de solidaridad regional". Pallabi Munsi, escribiendo en la revista estadounidense OZY, describió a la Milk Tea Alliance tildando al Partido de los 50 centavos y al movimiento nacionalista juvenil Little Pink como "el ejército voluntario de Asia levantándose contra los trolls de Internet de China".

## Reacción
Según la revista New Bloom, China ha tratado de presentar a la Milk Tea Alliance como una trama del gobierno estadounidense al estilo de una revolución de color.